# حزب بلوشستان الوطني (عوامي)
حزب بلوشستان الوطني (عوامي) هو حزب سياسي في بلوشستان في باكستان. إصرار الله زهري هو رئيس الحزب.